# جي بي دي فورميس 1992
جي بي دي فورميس 1992 (بالفرنسية: Grand Prix de Fourmies 1992)‏ هو سباق دراجات هوائية، وهو الموسم الستين من جي بي دي فورميس، وأقيم في 13 سبتمبر 1992 ضمن سباقات كأس فرنسا لركوب الدراجات على الطريق 1992 ‏.
فاز بالمركز الأول أولاف لودفيغ، وبالمركز الثاني Stéphane Hennebert ‏، وبالمركز الثالث ماورو جيانيتى.

## التصنيف العام النهائي
| التصنيف العام          | التصنيف العام       | التصنيف العام       | التصنيف العام | التصنيف العام |
| العداء                 | العداء              | الفريق              | الوقت         |               |
| ---------------------- | ------------------- | ------------------- | ------------- | ------------- |
| 1                      | أولاف لودفيغ        | Panasonic-Sportlife | 5 س 16 د 42 ث |               |
| 2                      | Stéphane Hennebert ‏ | لوتو سودال          | + 0 ث         |               |
| 3                      | ماورو جيانيتى       | Lotus-Festina       | + 0 ث         |               |
| 4                      | نورمان ألفيش ‏       | Motorola            | + 0 ث         |               |
| 5                      | Louis de Koning ‏    | Panasonic-Sportlife | + 0 ث         |               |
| 6                      | Ad Wijnands ‏        | TVM-Sanyo           | +             |               |
| 7                      | فيل أندرسون         | Motorola            | +             |               |
|                        |                     |                     |               |               |
| مصدر: Cycling Archives |                     |                     |               |               |

## وصلات خارجية
- جي بي دي فورميس 1992 في موقع Cycling Archives سايكلنج أركايفز